# Alan Dale
Alan Dale (Dunedin, Nueva Zelanda; 6 de mayo de 1947) es un actor neozelandés. Es conocido por su interpretación en la serie australiana Neighbours y su papel de Caleb Nichol en la serie The OC. Antes de trabajar en Neighbours, estuvo en otra serie, 3 años y medio, llamada The Young Doctors.
Más tarde se mudó a Los Ángeles. Desde entonces ha aparecido en series como ER, JAG y The West Wing. En 2002, Dale apareció durante 3 episodios en The X-Files. También interpretó al vicepresidente de los Estados Unidos de América en la segunda temporada de 24. 
En 2003, Dale fue elegido por la FOX, para trabajar en The O.C. interpretando a Caleb Nichol, padre de Kirsten y Hailey Cohen.
Primero se pensó que aparecería en unos pocos episodios, pero conforme la serie avanzaba, los guionistas se percataron de que tenía mucho juego su personaje, así que decidieron darle un papel más importante y el actor fue incluido como elenco habitual apareciendo en los intros de la segunda temporada de dicha serie.
Tuvo un papel recurrente en la serie Lost, donde interpretaba a Charles Widmore, un magnate multimillonario.
Tuvo una aparición breve en Indiana Jones y el reino de la calavera de cristal como el general Ross y en Capitán América: el Soldado de Invierno como miembro del Consejo Mundial de Seguridad.
Interpreta el papel de Spencer, el D.A. en Once upon a time. Su primera aparición en la serie tiene lugar en el capítulo 5 de la primera temporada.
Interpreta el papel de Joseph Anders, el mayordomo de los Carrington en Dynasty en la versión de 2017.
Alan está casado con una Miss Australia, Tracey Pearson, desde 1990. Con ella tuvo dos hijos. Tiene otros dos hijos de un matrimonio anterior.